# Pier Luigi Farnese, Công tước xứ Parma
Pier Luigi Farnese (19 tháng 11 năm 1503 - 10 tháng 09 năm 1547) là Công tước đầu tiên của xứ Castro (1537 - 1545) và Công tước đầu tiên của xứ Parma và Piacenza (1545 - 1547), trở thành người đặt nền móng cho gia tộc Farnese cai trị Công quốc Parma gần 200 năm. Ông là tổ tiên của nhiều nhân vật nổi tiếng sau này, trong đó có Hoàng hậu của Đế chế Tây Ban Nha Elisabeth Farnese và các con của bà với vua Felipe V của Tây Ban Nha: Carlos III của Tây Ban Nha; Philip, Công tước xứ Parma (người tạo ra Nhà Bourbon-Parma); Maria Antonia, Vương hậu của Sardinia; Mariana Victoria, Vương hậu của Bồ Đào Nha...
Ông sinh ra ở Rome thuộc Lãnh địa Giáo hoàng, Pier Luigi là con ngoài giả thú của Hồng y Alessandro Farnese (người sau này trở thành Giáo hoàng Phaolô III). Ông trở thành một người lính và tham gia vào cuộc Bạo loạn thành Rome vào năm 1527.

## Cuộc sống đầu đời
Pier Luigi Alessandro Farnese được sinh ra vào năm 1503, từ một cuộc tình vụng trộm giữa Hồng y Alessandro Farnese (Giáo hoàng Paul III tương lai) và Silvia Ruffini - một nữ quý tộc Rome, người cũng sinh cho Alessandro 3 người con khác: Costanza Farnese, Paolo và Ranuccio.
Vào tháng 07 năm 1505, Giáo hoàng Julius II đã hợp pháp hóa Pier Luigi để ông có thể thừa kế các điền trang của gia đình Farnese. Vào ngày 23 tháng 06 năm 1513, Giáo hoàng Lêô X công bố bản hợp pháp hóa thứ hai của Pier Luigi. Bất chấp tính hợp pháp được các Giáo hoàng công nhận, tai tiến về con hoang đã hành hạ Pier Luigi suốt cuộc đời, và không nghi ngờ gì nữa, chính điều này đã góp phần hình thành nên tính cách của ông. Giới quý tộc xứ Piacenza thường xuyên bị coi ông là "đứa con hoang của Giáo hoàng". Ông được dạy dỗ bởi một gia sư nổi tiếng, Baldassarre Malosso di Casalmaggiore, biệt danh "Tranquillus," và ông đã nhanh chóng nảy sinh tình yêu với chiến tranh.
Tuy nhiên, cha Pier Luigi lại muốn đưa ông trở thành người đứng đầu thực sự của gia tộc Farnese và vì vậy đã sắp xếp một liên minh hôn nhân thuận lợi với Gerolama (còn được gọi theo cách viết là Girolama) Orsini, con gái của Lodovico, Bá tước xứ Pitigliano. Năm 1513, hợp đồng đính hôn được ký kết, và vào năm 1519, hôn lễ được cử hành.
Bất chấp cuộc hôn nhân không tình yêu, Gerolama vẫn là một người vợ trung thành tận tụy, dung túng cho sự thái quá, tàn bạo và ngông cuồng của Pier Luigi. Việc xây dựng cung điện ở Gradoli bị trì hoãn, đồng nghĩa với việc đôi vợ chồng trẻ phải đến trú tại Lâu đài ở Valentano. Năm sau con trai đầu lòng của họ Alessandro ra đời.